# Peter Fatialofa
Peter Fatialofa (ur. 26 kwietnia 1957 w Apii, zm. 6 listopada 2013 tamże) – samoański rugbysta występujący na pozycji filara młyna w drużynach Ponsonby Rugby Club, Auckland oraz reprezentacji Samoa, następnie trener. Uczestnik Pucharów Świata w latach 1991 i 1995.

## Kariera sportowa
Karierę rozpoczął w klubie Grafton w wieku dziewiętnastu lat, w 1991 roku przeszedł do Ponsonby Rugby Club, w którym występował do roku 1995, ośmiokrotnie zdobywając Gallaher Shield – trofeum w rozgrywkach Auckland Rugby Football Union. Reprezentował także region Auckland, dla którego w ciągu ośmioletniej kariery rozpoczętej w 1984 roku rozegrał 71 spotkań, włączając w to zdobycie Ranfurly Shield.
Aspirował do występów dla All Blacks, selekcjonerzy jednak mieli wątpliwości co do jego umiejętności w młynie. Z reprezentacją Samoa zagrał zatem w dwóch Pucharach Świata: w 1991 i 1995. W pierwszym z nich pełnił rolę kapitana i został wybrany do piętnastki turnieju, zaś Samoańczycy w debiucie na zawodach tej rangi sensacyjnie pokonali Walijczyków, przez co w Apii ogłoszono święto narodowe. Fundusze na ten wyjazd pochodziły ze zbiórek, które wraz z żoną organizował zarówno w Auckland, jak i na Samoa.
Po raz ostatni, trzydziesty czwarty, w kadrze zagrał przeciwko Fidżi 20 lipca 1996 roku mając wówczas 37 lat i 85 dni, dzięki czemu został najstarszym zawodnikiem, który wystąpił w testmeczu reprezentacji Samoa.

## Kariera trenerska
Wkrótce po zakończeniu kariery zawodniczej podjął się pracy trenera. Był szkoleniowcem East Tamaki RFC, King Country, a następnie asystentem selekcjonera kadry narodowej, a także trenerem formacji młyna między innymi podczas Pucharu Świata 2007. Tę samą rolę pełnił w 2008 roku podczas tournée Pacific Islanders.
Był również asystentem trenera kadry U-20 podczas zwycięskiego Junior World Rugby Trophy 2011.
Jako pierwszy trener w kwietniu 2013 roku poprowadził reprezentację seniorek do awansu na Puchar Świata w Rugby Kobiet 2014.

## Życie prywatne
- Był jednym z piętnaściorga rodzeństwa oraz wujem DJ Forbesa, Johna i Kevina Senio[26][27].
- W 1996 roku ukazała się jego autobiografia Fats: Peter Fatialofa and the Manu Samoa Story (ISBN 978-0-908630-61-5)[28].
- Za zasługi dla rugby w 1996 roku otrzymał New Zealand Order of Merit[29].
- Prowadził firmę przeprowadzkową oraz biuro podróży[5][30][31][32].
- Był żonaty z Anne, z którą miał ośmioro dzieci – czterech synów i cztery córki[5][33].
- Otrzymał od władz państwowych wodzowski tytuł Papali'itele[6][34].
- Zmarł na atak serca w drodze na zaplanowaną audycję radiową[34]. Wśród setek ludzi, którzy zjawili się na uroczystościach pogrzebowych znajdowali się m.in. reprezentanci i trenerzy Nowej Zelandii i Samoa – Graham Henry, Bryan Williams, Michael Jones, Joe Stanley, Ofisa Tonu’u i Va’aiga Tuigamala[26][35] – a także Wysoki Komisarz Samoa oraz burmistrz Auckland[36][37].